# AMGホールディングス
AMGホールディングス株式会社（英: AMG HOLDINGS CO., LTD.）は、愛知県名古屋市中区に本社を置く建設・不動産関連事業の持株会社である。VTホールディングスグループの1社。

## 概要
前身は分譲マンションデベロッパーのエムジーホーム。2021年4月1日に持株会社に移行し、現社名に変更した。

## 沿革
- 1986年（昭和61年）7月26日 - 株式会社エム・ジーとして設立[1]。
- 1991年（平成3年）2月 - 株式会社エムジーホームに商号を変更[1]。
- 2001年（平成13年）7月19日 - 名古屋証券取引所セントレックスへ株式を上場[1]。
- 2002年（平成14年）12月 - 東京証券取引所市場第二部及び名古屋証券取引所市場第二部に指定替え[1]。
- 2014年（平成26年）8月1日 - VTホールディングス株式会社を引受先とする第三者割当増資を実施。さらにVTホールディングス株式会社の完全子会社である株式会社アーキッシュギャラリーを株式交換により完全子会社化。この株式交換によりVTホールディングス株式会社の連結子会社となる[1][2]。
- 2015年（平成27年）8月 - エムジー総合サービス株式会社を子会社化[1]。
- 2019年（令和元年）10月 - 株式会社ラ・アトレ（現・LAホールディングス）・株式会社エムジーホーム・株式会社アーキッシュギャラリーの3社にて業務提携契約を締結。
- 2020年（令和2年）7月 - 株式会社TAKI HOUSEを子会社化[3]。
- 2021年（令和3年）
  - 4月 - AMGホールディングス株式会社に社名を変更し、持株会社制に移行[4]。
  - 12月 - 株式会社髙垣組を子会社化。
- 2022年（令和4年）
  - 9月 - 山梨県南都留郡忍野村と杓子山南麓森林公園開発（官民連携 地方創生プロジェクト）における包括連携協定契約を締結[5]。
  - 10月4日 - 株式会社川﨑ホールディングスから、株式会社川﨑ハウジングおよび株式会社ハウメンテの全株式を取得し子会社化[6][7]。
- 2023年（令和5年）10月 - 建設・不動産のDX推進を目的とし、株式会社シブタニ・株式会社ワイヤードパッケージと3社間業務提携契約を締結[8]。

## 事業所
- 本社 - 愛知県名古屋市中区

### 関連子会社
- 株式会社アーキッシュギャラリー - 東京・名古屋・大阪エリアを中心に商業建築、注文住宅、不動産開発を行っている。

- 株式会社エムジーホーム - 主に愛知・岐阜エリアにて分譲マンションの企画・販売を行っている。

- エムジー総合サービス株式会社 - 主に愛知・岐阜エリアにて分譲マンションの管理を行っている。

- 株式会社髙垣組 - 東海地方を中心に、公共施設・福祉施設の建築や土木工事、新築住宅などの総合建設を行っている。

- 株式会社TAKI HOUSE - 川崎・横浜・東京エリアを中心に分譲戸建の企画・建設・販売を行っている。

- 株式会社ミライエ - 主に神奈川・東京エリアにて不動産仲介を行っている。

- 株式会社川﨑ハウジング - 熊本・福岡・三重エリアを中心に分譲戸建の企画・建設・販売を行っている。

- 株式会社ハウメンテ - 川﨑ハウジングが販売した分譲戸建の点検、保守・メンテナンスを行っている。